# Seremedy
Seremedy var ett svenskt visual kei-band från Sundsvall som startade tidigt 2010.

## Historik
I mars 2011 skrev bandet kontrakt med Ninetone Records/Universal Music. Debutsingeln Bulletproof Roulette gick direkt in som etta på iTunes topplista och placerade sig på 47:e plats på Svensktoppen. Strax därefter släpptes även maxi-singeln Seasons Will Change. Samma vår åkte Seremedy på turné i Japan. Denna turné innefattade sju spelningar i Tokyo och en i Nagoya. Än en gång blev Seremedy omskrivna i Cure, nu med en helsidesintervju. De spelade vid ytterligare ett tillfälle på Uppcon, denna gång som förband åt Versailles. Senare gjorde de även en spelning på Getaway Rock Festival.
Under hösten 2011 gjordes ännu en turné i Japan, däribland ett framträdande på V-Rock festival.
I början av 2012 startades inspelningen av kommande debutalbumet Welcome to our Madness. Skivan släpptes den 25 juli i Japan och den 8 augusti i Sverige.

## Splittring
Den 15 april 2013 gick de ut på sin facebooksida att bandet har splittrats på grund av musikaliska skiljaktigheter Meddelandet var undertecknad av deras skivbolag, Ninetone Records.
I maj 2014 annonserade bandet om en sista spelning tillsammans, en tillfällig återträff, i september 2014.

## Tidigare medlemmar
- Seike – sång
- Yohio – gitarr, bakgrundssång
- Ray – gitarr
- JENZiiH – basgitarr
- Linder – trummor

## Diskografi
Studioalbum
- Welcome to our Madness (2012)

EP
- Seasons Will Change (2011)[12]
- re:MADNESS (2014)

Singlar
- "Bulletproof Roulette" (2011)
- "No Escape" (2012)
- "Diverge" (2014)